# Veřejná knihovna v Pej-tchou
Veřejná knihovna v Pej-tchou v Pej-tchou v Tchaj-peji je pobočkou Tchajpejské veřejné knihovny. Je to první zelená knihovna postavená na Tchaj-wanu. Zároveň se jde o nejvíce ekologickou stavbu na ostrově. V roce 2011 ji navštívilo téměř 600 000 lidí. Podle internetového magazínu Flavorwire se je knihovna v Pej-tchou jednou z pětadvaceti nejkrásnějších knihoven světa.

## Stavba knihovny
Stará budova knihovny byla otevřena v roce 1987. Bohužel kvůli špatně zvoleným stavebním materiálům musela být v roce 1990 uzavřena. V roce 2002 byla zbourána a začala se plánovat výstavba budovy nové. Nakonec bylo vybráno architektonická firma Bio Architecture Formosana - architekti Kuo Ying-Chao a Chang Ching-Hwa. Nová knihovna byla oficiálně otevřená 17. listopadu v roce 2006. Od té doby získala mnoho pozitivních ocenění a přilákala obrovské množství návštěvníků.
Knihovna se stala nositelkou diamantového certifikátu EEWH (Ecology, Energy Saving, Waste reduction and Health) pro instituce šetrné k životnímu prostředí. Splňuje devět indikátorů zelených budov: biodiverzita, zeleň, šetrné hospodaření s vodou, šetření energií, redukce vypouštění CO2, redukce odpadů při konstrukci, environmentální kvalita interiéru, efektivní využití odpadků a odpadních vod, půdní obsah vody – půda úspěšně zadržuje vodu.
Design zelené budovy je založený zejména na vzájemném vztahu mezi lidmi, budovou a životním prostředím. Nezbytné bylo pro architekty zachovat čtyři důležité aspekty typické pro zelené budovy místo, čas, činnost (působení) a psychologii.
- Základními zelenými principy pro místo jsou malé rozměry, lokalizace, naturalizace a standardizace prostředí.
- Čtyři principy u času představují trvalost, přizpůsobivost, obnovitelnost a recyklovatelnost použitých materiálů.
- Pro působení je to úspora, vytvoření společného prostoru, maximalizace a optimalizace knihovny.
- Principy u psychologie představují zdraví, komfort, krása a jednoduchost celé knihovny a jejího působení na návštěvníky.

Podle architektů byla budova navržena tak, aby „dýchala“, zanechávala co nejmenší ekologickou stopu a dokonale splynula s okolním prostředím.
Střecha knihovny je pokryta zeminou, která poskytuje přirozenou termoregulaci. Zemina na 637 m² kromě tepelné izolace, zachycuje i dešťovou vodu, která se používá například k zavlažování květin i na sociálních zařízeních. Část střechy je pokryta fotovoltaickými články, které převádí sluneční energii na elektřinu.

## Zařízení knihovny
V exteriéru i v interiéru knihovny dominuje dřevo. Je překvapivé, že dřevo, použité na výstavbu knihovny pochází z lesů Severní Ameriky. Na Taiwanu je zákaz těžby dřeva a použití dřeva z deštných pralesů by se neslučovalo s celkovou myšlenkou ekologické koncepce knihovny. Dalšími materiály použitými na výstavbu budovy jsou štěrk, ocel a recyklované materiály (například keramické dlaždice na stěnách). Podle architektů je knihovna v Pej-tchou specifická, protože by měla být budovou, kterou si přijde návštěvník nejen prohlédnout, ale i zažít - zažijete vztah mezi člověkem a prostředím, který nebude zprostředkovaný jen zrakově. 
Veškerý nábytek v knihovně je ze dřeva. Specifické je použití nízkých regálů, které se podpořit otevřenost celého prostoru. Z tohoto důvodu je v knihovně i minimum dalšího mobiliáře.
Budova má tři patra. Všechna nadzemní patra mají kryté balkony s možností venkovního čtení za každého počasí. Interiér knihovny se snaží, stejně jako exteriér, o sepětí s přírodou. Knihovna má velká okna poskytující dostatek přirozeného světla, která se mohou otevírat a slouží tedy jako přirozená ventilace. Díky tomu se může omezit využívání klimatizace nebo náhradních osvětlení.

## Fond knihovny
Fond knihovny obsahuje kolem 63. 000 knih. V přízemí knihovny najdeme dětskou čítárnu, the Story-telling room, výstavní prostor a multimediální místnost. V prvním patře se nachází informace, studovna periodických publikací, počítačová studovna a čítárna. Nejvyšší patro obsahuje kromě čítáren i kolekce věnované lokální historii. Knihovna také vlastní rozsáhlou sbírku věnující se ekologii a ochraně přírody.

## Okolí knihovny
Knihovna je situována přímo v parku s horkými prameny. Kromě této instituce zde můžeme najít i Muzeum horkých pramenů, Muzeum lidového umění nebo Kulturní centrum Ketagalan. Lokalita je snadno dostupná veřejnou dopravou, což by mělo veřejnost navádět k tomu, aby omezila v okolí používání aut.